# Ratpenat llenguallarg de Halmahera
El ratpenat llenguallarg de Halmahera (Syconycteris carolinae) és una espècie de ratpenat endèmica d'Indonèsia.